# ボフール
ボフール(Bofur)は『ホビットの冒険』の作中に登場するドワーフ。エレボール遠征へ向かった13人のドワーフの一人。

## 詳細
ボンブールとは兄弟で、ビフールは従兄弟に当たる。黄色い頭巾を被り、袋小路屋敷では食後にクラリネットを奏でている。映画『ホビット』ではジェームズ・ネスビットが演じた。

## 映画『ホビット』
頭髪・髭は黒で13人のドワーフのうち唯一、帽子を被っている。温厚な性格で、劇中で一行から離れ故郷へ帰ろうとするビルボの説得を試みる。親しみやすく愛嬌のある音楽家で、美声の持ち主である。一方でおっちょこちょいな一面もあり、一行がはなれ山へ向かう際に寝坊してしまい、オイン、フィーリ、キーリらと共にエスガロスに留まることになる。出発時に所持していた武器はマトック。